# Marcello Miani
Marcello Miani, né le 5 mars 1984 à Faenza, est un rameur italien.

## Palmarès

### Jeux olympiques
- 2008 à Pékin.
  - 4e Deux de couple poids léger hommes

### Championnats du monde d'aviron
- 2004 à Banyoles,  Espagne
  -  Médaille d'or en quatre de couple poids légers
- 2006 à Eton,  Royaume-Uni
  -  Médaille d'argent en deux de couple poids légers
- 2009 à Poznań,  Pologne
  -  Médaille de bronze en deux de couple poids légers
- 2010 à Karapiro,  Nouvelle-Zélande
  -  Médaille d'or en skiff poids légers
- 2011 à Bled,  Slovénie
  -  Médaille d'argent en quatre de pointe poids légers

### Championnats d'Europe d'aviron
- 2010 à Montemor-o-Velho,  Portugal
  -  Médaille d'or en skiff poids légers